# Szalónakhuta
Szalónakhuta (1899-ig Szalonok-Üveghuta, németül Glashütten bei Schlaining) Alsószénégető településrésze Ausztriában, Burgenland tartományban, a Felsőőri járásban.

## Fekvése
Felsőőrtől 12 km-re északkeletre a Kőszegi-hegységben fekszik.
Erdőkkel borított szűk patakvölgyben fekvő hegyvidéki szórványtelep.

## Története
A települést 1698-ban említik először. Üvegkohóit még 1658-ban gr. Batthyány Ádám építtette, jelentőségét a 19. század elején veszítette el, amikor lakosai már nagyrészt a közeli antimonbányában dolgoztak. Határában piritet, kalkopiritet és szerpentint bányásztak. 1780-ig Máriafalva plébániájához tartozott, ekkor a felsőszénégetői plébániához csatolták. Római katolikus temploma 1816-ban épült romantikus stílusban. 1895 és 1907 között itt működött az anyakönyvi hivatal, melyet 1907-ben Alsószénégetőre költöztettek.  Ebben az évben alapították a falu önkéntes tűzoltó egyletét is.
Vas vármegye monográfiája szerint " Szalonak-Üveghuta, 40 házzal és 233 r. kath. vallású, németajkú lakossal. Postája és távírója Szalonak. Kath. temploma 1801-ben épült. Lakosainak nagy része a közeli antimon-bányában dolgozik."
1910-ben 216, többségben német lakosa volt, jelentős cigány kisebbséggel. A trianoni békeszerződésig Vas vármegye Kőszegi járásához tartozott. 1921-ben Ausztria Burgenland tartományának része lett. 1951-ben bevezették az elektromos áramot. 1958-ban megépült a vízvezeték hálózat. 1971-ben közigazgatásilag Alsószénégetőhöz csatolták. Tűzoltószerháza 1995-ben épült.

## Nevezetességei
Szent Lajos tiszteletére szentelt római katolikus temploma 1816-ban épült, 1906-ban és 1977-ben renoválták.

## Külső hivatkozások
- Alsószénégető hivatalos oldala
- Szalónakhuta a dél-burgenlandi települések honlapján
- A felsőszénégetői plébánia története